# Thalictrum spirostigmum
Thalictrum spirostigmum är en ranunkelväxtart som beskrevs av Takenoshin Nakai. Thalictrum spirostigmum ingår i släktet rutor, och familjen ranunkelväxter. Inga underarter finns listade i Catalogue of Life.